# Urolophus
Urolophus là một chi cá đuối trong họ Urolophidae thuộc bộ cá đuối ó Myliobatiformes phân bố Tây Thái Bình Dương và Ấn Độ Dương.

## Các loài
Có 22 loài được ghi nhận trong chi này:
- Urolophus armatus J. P. Müller & Henle, 1841 (New Ireland stingaree)
- Urolophus aurantiacus J. P. Müller & Henle, 1841 (Sepia stingray)
- Urolophus bucculentus W. J. Macleay, 1884 (Sandyback stingaree)
- Urolophus circularis McKay, 1966 (Circular stingaree)
- Urolophus cruciatus Lacépède, 1804 (Crossback stingaree)
- Urolophus deforgesi Séret & Last, 2003 (Chesterfield Island stingaree)
- Urolophus expansus McCulloch, 1916 (Wide stingaree)
- Urolophus flavomosaicus Last & M. F. Gomon, 1987 (Patchwork stingaree)
- Urolophus gigas T. D. Scott, 1954 (Spotted stingaree)
- Urolophus javanicus E. von Martens, 1864 (Java stingaree)
- Urolophus kaianus Günther, 1880 (Kai stingaree)
- Urolophus kapalensis Yearsley & Last, 2006 (Kapala stingaree)
- Urolophus lobatus McKay, 1966 (Lobed stingaree)
- Urolophus mitosis Last & M. F. Gomon, 1987 (Mitotic stingaree)
- Urolophus neocaledoniensis Séret & Last, 2003 (New Caledonian stingaree)
- Urolophus orarius Last & M. F. Gomon, 1987 (Coastal stingaree)
- Urolophus papilio Séret & Last, 2003 (Butterfly stingaree)
- Urolophus paucimaculatus J. M. Dixon, 1969 (Sparsely-spotted stingaree)
- Urolophus piperatus Séret & Last, 2003 (Coral Sea stingaree)
- Urolophus sufflavus Whitley, 1929 (Yellowback stingaree)
- Urolophus viridis McCulloch, 1916 (Greenback stingaree)
- Urolophus westraliensis Last & M. F. Gomon, 1987 (Brown stingaree)